# حفل ختام الألعاب الأولمبية الصيفية 2016

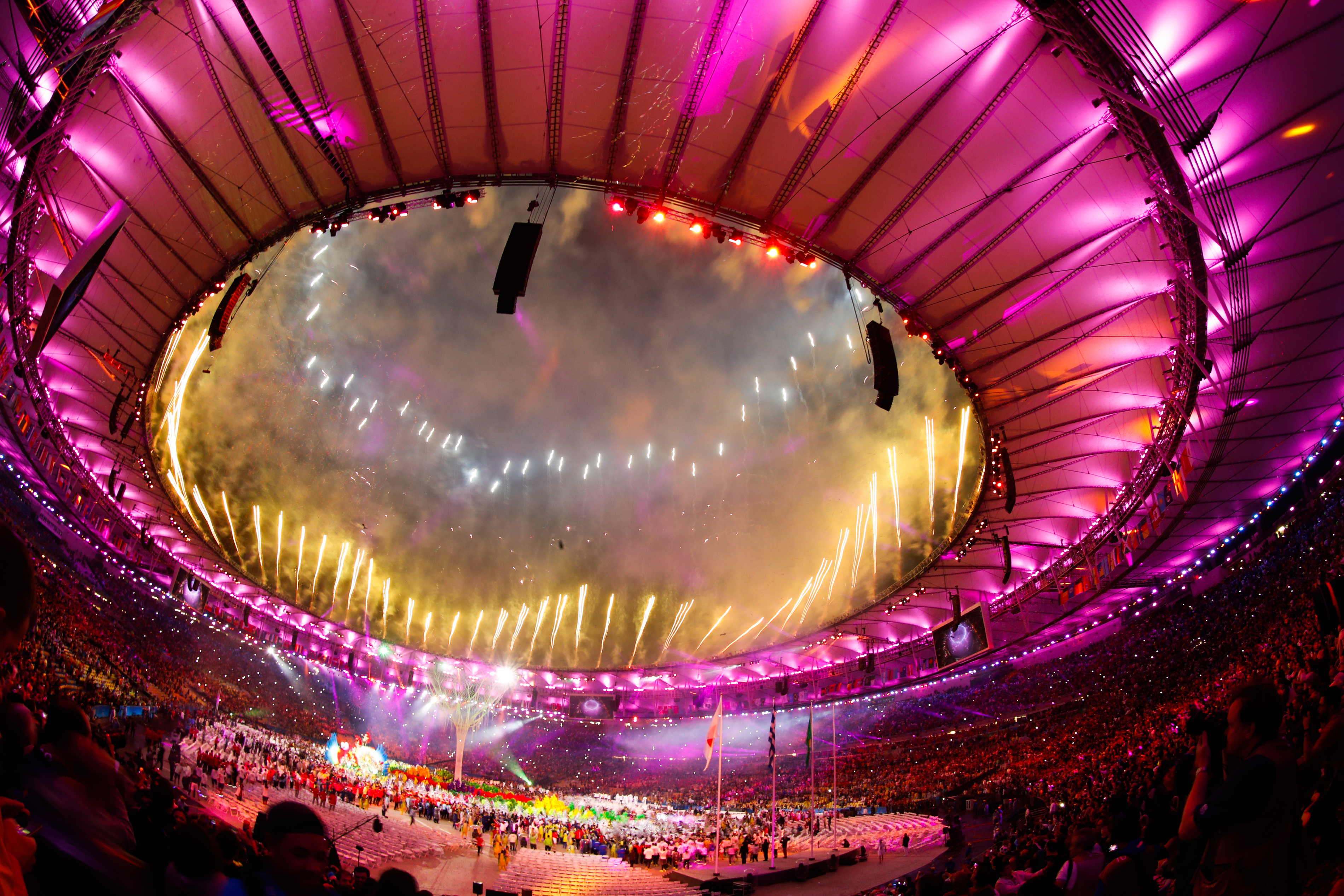

أُقيم حفل ختام الألعاب الأولمبية الصيفية 2016 يوم 21 أغسطس 2016 من 20:00 إلى 22:00 (ت ع م−03:00) في ملعب ماراكانا في ريو دي جانيرو.
وتبعًا للبروتوكول التقليدي، شمل الحفل عروضًا ثقافية من البرازيل و‌اليابان، إلى جانب كلمات ختامية من طرف رئيس اللجنة الأولمبية الدولية توماس باخ وقائد الهيئة المنظمة للألعاب كارلوس آرثر نوزمان، وشمل التسليم الرسمي للعلم الأولمبي من عمدة ريو دي جانيرو إدواردو بايس إلى حاكمة طوكيو يوريكو كويكي، الذي ستحتضن مدينتها الألعاب الأولمبية الصيفية 2020، كما شهد الحفل إطفاء الشعلة الأولمبية.